# مايك ميلر (سياسي)
مايك ميلر (بالإنجليزية: Mike Miller)‏ هو سياسي أمريكي، ولد في 18 مايو 1968 في الولايات المتحدة. حزبياً، نشط في الحزب الجمهوري. وقد انتخب عضو مجلس نواب فلوريدا.

## وصلات خارجية
- الموقع الرسمي